# دي غوردون
دي غوردون (بالإنجليزية: Dee Gordon)‏ هو لاعب كرة قاعدة أمريكي، ولد في 22 أبريل 1988 في Windermere, Florida ‏ في الولايات المتحدة.

## وصلات خارجية
- دي غوردون على موقع دوري كرة القاعدة الرئيسي (الإنجليزية)
- دي غوردون على موقعبيزبول رفرنس.كوم (الدوري الرئيسي) (الإنجليزية)
- دي غوردون على موقعبيزبول رفرنس.كوم (الدوري الثانوي) (الإنجليزية)
- دي غوردون على موقع إي إس بي إن.كوم (أم.أل.بي) (الإنجليزية)
- دي غوردون على موقع مشجعي الرسوم البيانية (الإنجليزية)